# Alan Espínola
Edgar Alan Espínola Ayala (ur. 1 października 1971) – paragwajski pływak, uczestnik igrzysk olimpijskich. 

## Życiorys

### Igrzyska Olimpijskie
Na igrzyskach olimpijskich dwudziestoletni Espínola wystąpił tylko raz – podczas XXV Letnich Igrzysk Olimpijskich w 1992 roku w Barcelonie. Wziął udział w dwóch konkurencjach pływackich. Na dystansie 100 metrów stylem motylkowym wystartował w pierwszym wyścigu eliminacyjnym. Z czasem 1:01.38 zajął w nim czwarte miejsce, a ostatecznie, w rankingu ogólnym, uplasował się na sześćdziesiątym czwartym miejscu. Natomiast na dystansie 200 metrów stylem motylkowym wystartował w pierwszym wyścigu eliminacyjnym. Z czasem 2:11.88 zajął w nim trzecie miejsce, a ostatecznie, w rankingu ogólnym, uplasował się na czterdziestym drugim miejscu.